# 고분로 (연제구)
고분로(Gobun-ro Road, 부산광역시도 제6103호의 일부)는 부산광역시 수영구 망미2동의 월륜 교차로와 부산광역시 연제구 연산4동의 연산교차로를 잇는 부산광역시의 도로이다. 다른 도로에 비해 구배가 심하고 과정로의 수요를 분산한다. 현재 수영4호교가 개통되어 수양강변대로까지 도로가 연장되었다.

## 노선
월륜교차로 - 연산LG아파트 - 부산경상대학교/부산외국어고등학교 - 연산터널 - 연산 교차로

## 구성
구배가 심하여 최저속도 40km/h, 최고속도 60km/h로 규정되어 있다.
월륜 교차로-부산소방본부:왕복 4차선(편도 2차선)
부산소방본부-lg아파트:왕복 5차선(연산R행 3차선, 월륜행 2차선)
그 이외의 구간:왕복 4차선(편도 2차선)